# Seleniuro de zinc
El seleniuro de zinc (ZnSe) es un material semiconductor y compuesto químico binario. Se presenta como un sólido amarillo pálido. Es un semiconductor intrínseco con una banda prohibida de 2.7 eV, aproximadamente a 25 °C. El ZnSe rara vez se encuentra en la naturaleza. Se encuentra en el mineral stilleíta que toma su nombre de Hans Stille.

## Características
Su conductancia eléctrica se puede controlar de forma dinámica o permanente variando su estado desde conductor a aislante.
Es un material que se usa comúnmente para los lentes, ventanas, acopladores de salida y expansores de haz debido a su baja absorción de las ondas infrarrojas y su transmisión visible.
Es un material higroscópico, es decir, que tiene la capacidad de absorber humedad del medio circundante y es químicamente estable, a menos que sea tratado con ácidos fuertes. Es seguro en la mayor parte de ambientes industriales, campo y laboratorio. 
Si se aplica en alta potencia, es importante que la absorción masiva del material y la estructura de defectos internos sea cuidadosamente controlada, que se emplee una tecnología de pulido que produzca un daño mínimo y que se utilicen los recubrimientos de película fina de mayor calidad.

## Uso

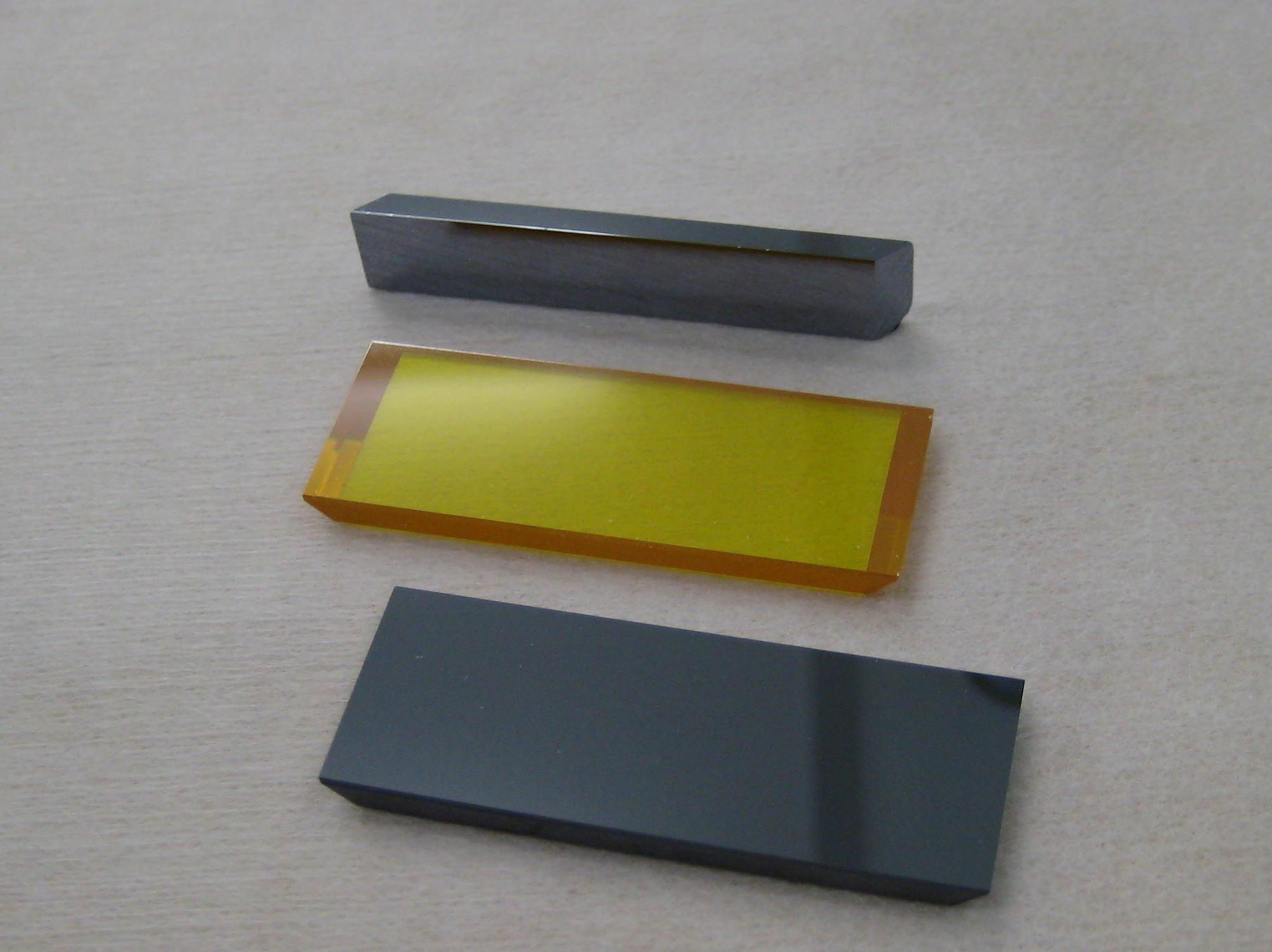
Cristales empleados en espectroscopia infrarroja de reflectancia total atenuada (RTA o ATR). La pieza amarilla del medio corresponde a un cristal de seleniuro de zinc (ZnSe).

El seleniuro de zinc se utiliza entre otras cosas para la preparación de superficies ópticas altamente reflectantes, donde se presenta en capas delgadas alternando con otra sustancia, por ejemplo. Por otra parte , es transparente , en contraste con el vidrio normal tanto en el rango infrarrojo y en el rango de longitud de onda visible. Por lo tanto, es particularmente adecuado para la producción de ventanas ópticas y lentes de enfoque para los láseres z, láser de CO2 o de estado sólido. Las propiedades ópticas del material se pueden utilizar para transmitir la longitud de onda de trabajo real , al tiempo que permite la transmisión de un láser semiconductor mayoría de color rojo para la alineación de la trayectoria del haz.
La transparencia de infrarrojos de seleniuro de zinc también hace que sea interesante para el uso en la espectroscopia de infrarrojos. El rango espectral utilizable es de 20 000 a 650 cm-1 (0.5 a 15 micras). En esta área, el seleniuro de zinc se utiliza como un cristal de medición para la técnica de reflexión total atenuada. Aquí, el material se conoce como IrTran-1. Se considera por muchas aplicaciones de rutina como uno de los sustitutos preferidos para talio de bromuro altamente tóxicos (KRS-5). El índice de refracción de ambos materiales es muy similar en esta región. El índice de refracción de ZnSe a 1000 cm-1 es de 2.4. Sin embargo, no es adecuado para uso en conexión con ácidos y bases fuertes, tales como el grabado de la superficie. Lo mismo es cierto para los agentes complejantes tales como EDTA y amoníaco.

## Aplicaciones
- El ZnSe se utiliza para formar los diodos emisores de luz II- VI y láseres de diodo . Emite una luz azul.
- El ZnSe dopado con cromo (ZnSe:Cr) se ha utilizado como medio de ganancia al láser infrarrojo que emite a alrededor de 2.4 micras.
- El seleniuro de cinc puede reaccionar lentamente con la humedad atmosférica si está mal pulido, pero esto no representa un problema grave
- El seleniuro de zinc activado, con teluro (ZnSe(Te)), es un centelleador donde su pico de emisión es a 640 nm, apto para la combinación con fotodiodos.
- Se utiliza en detectores de rayos X y rayos gamma
- El centelleador de ZnSe es significativamente diferente al de ZnS.

## Propiedades
| Coeficiente de absorción a granel @ 10.6µm              | <= 0.0005 cm-1 |
| Cambio de temperatura del índice de refracción @ 10.6µm | 61 x 10-6/°C   |
| Índice de Refracción Inhomogeneidad @ 632.8 nm          | < 3x10-6       |
| Conductividad Térmica @ 20 °C                           | 0.18 W/cm/°C   |
| Calor específico                                        | 0.356 J/g/°C   |
| Coeficiente de expansión lineal@ 20 °C                  | 7.57x10-6/°C   |

| Módulo de Young        | 67.2 GPa (9.75 x 106 psi) |
| Módulo de ruptura      | 55.1 MPa (8,000 psi)      |
| Dureza de Knoop        | 105-120 kg/mm²            |
| Densidad               | 5.27 g/cm³                |
| Coeficiente de Poisson | 0.28                      |